# Acronia nigra
Acronia nigra är en skalbaggsart som beskrevs av Stefan von Breuning 1947. Acronia nigra ingår i släktet Acronia och familjen långhorningar.
Artens utbredningsområde är Filippinerna. Inga underarter finns listade i Catalogue of Life.